# Hyvättisaari
Hyvättisaari är en ö i Finland. Den ligger i sjön Saimen och i kommunen Ruokolax i den ekonomiska regionen  Imatra ekonomiska region  och landskapet Södra Karelen, i den södra delen av landet, 230 km nordost om huvudstaden Helsingfors. Öns area är 7,6 hektar och dess största längd är 0,7 kilometer i sydöst-nordvästlig riktning.